# UFC on ESPN: Ngannou vs. dos Santos
UFC on ESPN: Ngannou vs. dos Santos (conosciuto anche come UFC on ESPN 3) è stato un evento di arti marziali miste tenuto dalla Ultimate Fighting Championship il 29 giugno 2019 al Target Center di Minneapolis, negli Stati Uniti.

## Risultati
|                  | Divisione             |                    |                 |                      | Metodo                                        | Round           | Tempo           | Premio          |
| Card Principale  | Card Principale       | Card Principale    | Card Principale | Card Principale      | Card Principale                               | Card Principale | Card Principale | Card Principale |
| ---------------- | --------------------- | ------------------ | --------------- | -------------------- | --------------------------------------------- | --------------- | --------------- | --------------- |
|                  | Pesi massimi          | Francis Ngannou    | batte           | Junior dos Santos    | KO tecnico (pugni)                            | 1               | 1:11            | POTN            |
|                  | Pesi mosca            | Joseph Benavidez   | batte           | Jussier Formiga      | KO tecnico (calcio alla testa e pugni)        | 2               | 4:47            | POTN            |
|                  | Pesi welter           | Demian Maia        | batte           | Anthony Rocco Martin | Decisione maggioritaria (29–28, 29–28, 28–28) | 3               | 5:00            |                 |
|                  | Pesi leggeri          | Vinc Pichel        | batte           | Roosevelt Roberts    | Decisione unanime (29–28, 29–28, 29–28)       | 3               | 5:00            |                 |
|                  | Pesi leggeri          | Drew Dober         | batte           | Marco Polo Reyes     | KO tecnico (pugni)                            | 1               | 1:07            |                 |
|                  | Pesi mediomassimi     | Alonzo Menifield   | batte           | Paul Craig           | KO (pugni)                                    | 1               | 3:19            | POTN            |
| Card Preliminare |                       |                    |                 |                      |                                               |                 |                 |                 |
|                  | Pesi gallo            | Ricardo Ramos      | batte           | Journey Newson       | Decisione unanime (30–27, 30–27, 30–27)       | 3               | 5:00            |                 |
|                  | Pesi mediomassimi     | Eryk Anders        | batte           | Vinicius Moreira     | KO (pugni)                                    | 1               | 1:18            | POTN            |
|                  | Pesi leggeri          | Jared Gordon       | batte           | Dan Moret            | Decisione unanime (30–27, 30–27, 29–28)       | 3               | 5:00            |                 |
|                  | Pesi mediomassimi     | Dalcha Lungiambula | batte           | Dequan Townsend      | KO tecnico (pugni e gomitate)                 | 3               | 0:42            |                 |
|                  | Pesi paglia femminili | Amanda Ribas       | batte           | Emily Whitmire       | Sottomissione (rear-naked choke)              | 2               | 2:10            |                 |
|                  | Pesi massimi          | Maurice Greene     | batte           | Júnior Albini        | KO tecnico (pugni)                            | 1               | 3:38            |                 |

## Premi
I lottatori premiati ricevettero un bonus di 50.000 dollari.
Legenda:
- FOTN: Fight of the Night (vengono premiati entrambi gli atleti per il miglior incontro dell'evento)
- POTN: Performance of the Night (viene premiato il vincitore per la migliore performance dell'evento)